# テムル・ベク
テムル・ベク（Temür beg、? - 1378年）は、ジョチ・ウルスのハン（1377年 - 1378年）。ペルシア語/チャガタイ語史料では、テムル・ハン（تيمور خان/Tīmūr Khān）、テムル・ベク（تيمور بيك/Tīmūr Bīk）、テムル・マリク・オグラン（تيمور ملك اوغلان/Tīmūr Malik Ūghlān）と様々な表記がなされるが、ロシア語史料では「テミル・ベクブラン（Temir Bekbulan）＝テムル・ベク・オグラン（Temür beg ulan）の転訛」と表記されることから、「テムル・ベク」が正しい名前と考えられている。

## 概要
ジョチの十三男トカ・テムルの末裔であるが、彼の出自については依拠する資料によって2つの説がある。トカ・テムルの息子たちのうち、キン・テムルの子アバイの子ノムカンを祖父とし、クトルク・テムルを父であるとする説、あるいはキン・テムルではなくキン・テムルの兄ウルン・テムルの後裔であるオロスの子でトクタキヤの弟とする説である。15世紀初頭のシーラーズの歴史家ムイーヌッディーン・ナタンズィーの『ムイーン史選（Muntakhab al-Tawārīkh-i Muʿīnī）』によると、「飲酒に耽って常に酩酊し、政務を放棄した」人物だったという。
1376年から1377年にかけてのティムール攻撃に従軍した際、脚を負傷した記録が残る。即位後にハンの地位を欲するトクタミシュと交戦し、一度は勝利するが、部下たちは泥酔して昼間から眠っていた彼に愛想を尽かしてトクタミシュの側に寝返った。1378年にカラタルの戦いでトクタミシュに敗れて戦死し、王位を奪われた。

## トカ・テムル系ノムカン王家
- ジョチ(Jöči ＞朮赤/zhúchì,جوچى خان/jūchī khān)
  - トカ・テムル(Toqa temür ＞توقا تیمور/tūqā tīmūr)
    - キン・テムル(Kin temür ＞کين تيمور/kīn tīmūr)
      - アバイ(Abai ＞اباي/abāy)
        - ノムカン(Nomuqan ＞نومقان/nūmuqān)
          - クトルク・テムル(Qutluq temür ＞قتلق تيمور/qutluq tīmūr)
            - テムル・ベク・ハン(Temür beg qan ＞تيمور بيک خان/tīmūr bīk khān)
              - テムル・クトルク・ハン(Temür qutluq qan ＞تيمور قتلق خان/tīmūr qutluq khān)
                - ボラト・ハン(Bolad qan ＞بولاد/būlād)
                - テムル・ハン(Temür qan ＞تيمور خان/tīmūr khān)
                  - クチュク・ムハンマド(Küčük muḥammad qan ＞کوچوک محمد/kūchūk muḥammad)
                    - マフムード・ハン(Maḥmūd qan ＞محمود خان/maḥmūd khān)⇒アストラハン・ハン国
                    - アフマド・ハン(Aḥmad qan ＞احمد خان/aḥmad khān)⇒大オルダ

            - クトル・ベク(Qutlu beg ＞قوتلو بيک/qūtlū bīk)
              - シャディ・ベク・ハン(Šadi beg qan ＞شادی بيک خان/shādī bīk khān)